# Sumner (Missouri)
Sumner é uma cidade  localizada no estado americano de Missouri, no Condado de Chariton.

## Demografia
Segundo o censo americano de 2000, a sua população era de 142 habitantes.
Em 2006, foi estimada uma população de 137, um decréscimo de 5 (-3.5%).

## Geografia
De acordo com o United States Census Bureau tem uma área de
0,7 km², dos quais 0,7 km² cobertos por terra e 0,0 km² cobertos por água. Sumner localiza-se a aproximadamente 208 m acima do nível do mar.

## Localidades na vizinhança
O diagrama seguinte representa as localidades num raio de 16 km ao redor de Sumner.